# Roberto Azar
Roberto Azar (Lincoln, 21 marzo 1966) è un ex tennista argentino.

## Carriera
In carriera ha raggiunto una finale nel singolare agli Internazionali di Tennis di San Marino nel 1989, e una nel doppio all'Hypo Group Tennis International nel 1987, in coppia con il connazionale Marcelo Ingaramo. Nei tornei del Grande Slam ha ottenuto il suo miglior risultato raggiungendo il terzo turno nel singolare all'Open di Francia nel 1990.

## Statistiche

### Singolare

#### Finali perse (1)
| Numero | Anno           | Torneo                                                      | Superficie  | Avversario in finale | Punteggio     |
| 1.     | 27 agosto 1989 | Internazionali di Tennis di San Marino, Città di San Marino | Terra rossa | José Francisco Altur | 7-6, 4-6, 1-6 |

### Doppio

#### Finali perse (1)
| Numero | Anno           | Torneo                                | Superficie  | Compagno         | Avversari in finale            | Punteggio     |
| 1.     | 12 aprile 1987 | Hypo Group Tennis International, Bari | Terra rossa | Marcelo Ingaramo | Christer Allgårdh Ulf Stenlund | 6-2, 5-7, 5-7 |